# Hans Henrik Andreasen
Pour les articles homonymes, voir Andreasen.
Hans Henrik Andreasen, né le 10 janvier 1979 à Ringkøbing (Danemark), est un footballeur international danois qui évolue au poste de milieu défensif.

## Sélection du Danemark
Hans Henrik Andreasen obtient sa première sélection le 17 novembre 2010 lors d'un match amical qui se termine sur un score nul (0-0) contre la Tchéquie.

## Palmarès
OB Odense
- Vice-champion du Danemark en 2009 et en 2010.